# René Menzies
René Menzies est un coureur cycliste français de longue distance, qui à 48 ans, a détenu le record du monde d'endurance cycliste sur une année civile. Il a roulé 99 073 kilomètres en 1937. Il fut décoré de la Croix de guerre lors de la Première Guerre mondiale et a été chauffeur pour Charles de Gaulle pendant la seconde guerre mondiale,,. Après la guerre, il a essayé de parcourir 101 000 km en une année pour célébrer son 63e anniversaire, mais a terminé avec 101 043 km.

## Débuts
René Menzies est né à Caen le 24 juin 1889 de parents français, sa mère est d'origine écossaise. Il s'installe en Angleterre au début des années 1930. Son talent pour les longues distances, était bien connu, et l'a finalement amené à tenter le record du monde d'endurance cycliste sur une année civile. Il décède à Enfield dans le Middlesex le 26 décembre 1958.

## Record du monde d'endurance cycliste sur une année civile
En 1911, le magazine de cyclisme britannique, « Cycling Weekly » , a créé un concours pour le plus grand nombre de parcours de 100 milles ou « centuries » en une seule année. Le premier gagnant a été Marcel Planes, avec 332 « centauries », il a couvert 34 366 miles (55 307 km). Selon The Sydney Morning Herald, la source d'inspiration pour cette compétition pourrait être les efforts de Harry Long, un voyageur de commerce qui montait à vélo pour ses tournées en couvrant toutes les parties de l'Angleterre et de l'Écosse avec 25 376 miles (40 839 km) en 1910. Le record a été établi officiellement à neuf reprises. Un dixième, par le coureur anglais Ken Webb, a été rejetée
À cette époque les fabricants de vélos ont voulu montrer que leurs machines étaient les plus fiables. Menzies a été sponsorisé par un fabricant Britannique, Rudge Whitworth Cycles. Menzies avait pour ambition de battre non seulement le record pour l'année, mais aussi le record des 100 000 miles (environ 16 000 km), qu'il a réalisée en 532 jours.
Le record sur une année avait été détenu par un professionnel Australien, Ossie Nicholson, qui l'avait établit en 1933, battu en 1936 par un amateur, Walter Greaves, militaire anglais. Nicholson a dit qu'il allait le battre à nouveau. Il y avait toutefois de la concurrence, avec Bernard Bennett, un autre coureur Britannique, et Menzies. Les trois hommes ont tenté de battre le record en 1937.
Nicholson avait plus de 10 kg de surpoids, mais a roulé 300 km par jour. Il avait parcouru 40 000 km à la fin du mois de mai, mais Menzies avait commencé à combler l'écart. Menzies, dans l'hiver Européen, est tombé sur des routes glacées, s'est cassé un bras et a perdu 24 jours. L'hiver est arrivé en Australie quand l'été est arrivé en Europe. Nicholson a souvent roulé dans l'obscurité pour faire ses kilomètres. Menzies avait la lumière du jour et les deux hommes étaient au même niveau au début du mois d'octobre. Ils ont tous deux battu le record de Greaves la même journée. Menzies atteint le record de Greaves sur l'Alexandra Palace à Londres, avec Greaves à côté de lui,.
Chacun des trois coureurs ont battu la distance de Greaves, Bennett avec 45 801 miles (73 710 km) et Menzies avec 61 561 miles (99 073 km). Nicholson a reconquis le record avec 62 657 miles (100 837 km). Dorothy Curtis a écrit dans le magazine de la « National Cycle Collection » que Menzies vivant à Londres, a parfois roulé 100 miles (200 km) jusqu'à Brighton et retour dans la matinée, puis jusqu'à un café que sa mère possédait près du mémorial Bidlake (en) à Girtford Bridge, au nord de Londres, dans l'après-midi avant de retourner à Londres.
À la fin de l'année, Nicholson a dit « Dites à René Menzies que je veux être compté parmi ses plus grands admirateurs. Ce dure petit Français m'a faire chaque mile et personne ne peut apprécier son courage, sa capacité à pédaler et sa capacité à prendre de la peine, mieux que moi. »

## Vétéran
La guerre finie, Menzies a essayer de battre Nicholson. Le record de l'australien avait été amélioré par un coureur britannique, Tommy Godwin, avec une distance de 120 805 kilomètres, en 1939, une distance qui tient toujours. indépendamment, Menzies a décidé, en 1952, de battre la distance de Nicholson, pour établir un record vétéran, non officiel, et a parcouru 101 000 km pour marquer son 63e anniversaire.
Il est parti de Big Ben, dans le centre de Londres, le 1er janvier. Il portait trois chandails de laine, un béret et un pantalon de golf. Il a commencé avec un tour de Parliament Square et est monté à Oxford Circus, puis Marble Arch pour terminer sa première journée à Wolverhampton après 121 miles. Il est retourné en France pour parcourir les mêmes routes que le Tour de France. Il a en été dissuadé par Jacques Goddet, qui lui a envoyé un télégramme: « Menzies, Ne soyez pas un imbécile. Restez là, où vous avez des routes comme un vélodrome. Vous ne savez pas quand vous êtes à l'aise ? » Menzies a terminé l'année avec 62 785 miles, en battant la figure de Nicholson à 10 heures 16 le dernier jour. Parmi ceux qui ont célébré le record avec lui avec lui, un autre Français, Marcel Planes, qui avait établi le premier record d'endurance, avec 34 366 miles, en 1911.